# Sandro Lima
Sandro César Cordovil de Lima (sinh ngày 28 tháng 10 năm 1990) là một cầu thủ bóng đá người Brasil thi đấu cho Académico de Viseu.

## Sự nghiệp câu lạc bộ
Anh ra mắt chuyên nghiệp tại Giải bóng đá vô địch quốc gia Bồ Đào Nha cho Rio Ave vào ngày 1 tháng 9 năm 2013 trong trận đấu trước Arouca.